# Ibrahim Aziz
Ibrahim Aziz (sinh ngày 9 tháng 8 năm 1969) là một vận động viên điền kinh người Kuwait. Anh đã thi đấu trong nội dung chạy tiếp sức 4 × 400 mét nam tại Thế vận hội Mùa hè 2000.